# Gorka Izagirre
Gorka Izagirre Insausti (Ormáiztegui, Guipúzcoa, 7 de octubre de 1987) es un ciclista profesional español que compite por el Cofidis.
Es hijo del exciclista doble campeón de España de ciclocrós José Ramón Izagirre. Su hermano Ion también es ciclista y a finales de 2009 dio el salto al profesionalismo de la mano del equipo Orbea compartiendo desde 2011 a 2013 el mismo equipo, el Euskaltel-Euskadi, de 2014 a 2016 el Movistar Team, en 2017 el Bahrain Merida y de 2019 a 2021 en el equipo Astana.
Durante la disputa de la Vuelta a España 2018, se confirmó tanto su fichaje como el de su hermano por el conjunto Astana Pro Team hasta la temporada 2020.
El 6 de octubre de 2024, un día antes de su 37 cumpleaños, se anunció que dejaba el ciclismo profesional a finales de dicha temporada.

## Biografía

### Inicios modestos
Debutó como profesional con el equipo suizo NGC Medical-OTC Industria Porte a finales de 2008 tras haber corrido también algunas carreras profesionales con la selección española. Después fichó por el Contentpolis-AMPO en 2009, donde ganó la clasificación de las metas volantes de la Clásica de San Sebastián (su mejor puesto fue un 16.º en la Vuelta a la Rioja). Además, fue seleccionado por la selección española para disputar el Tour del Porvenir pero abandonó en la primera etapa tras una caída.

### Salto al ProTour y primeras victorias
Ya en 2010 fichó por el equipo ProTour Euskaltel-Euskadi para la temporada 2010, a pesar de aún quedarle un año más de contrato con el Contentpolis que pese a ello no puso ningún problema al traspaso. En ese mismo año consiguió su primera victoria como profesional en el Tour de Luxemburgo tras vencer al sprint de un reducido grupo a corredores como Serguéi Ivanov y Matteo Carrara y tras haber estado escapado gran parte de la etapa. Su segunda victoria llegó en la Clásica de Ordizia.
A principios de 2011 rozó el top-ten en la primera carrera UCI WorldTour de la temporada: el Tour Down Under (fue 12.º) y poco después se hizo con la clasificación de los jóvenes del Tour de Haut Var.

## Palmarés

### Ruta
| 2010 - 1 etapa del Tour de Luxemburgo - Clásica de Ordizia 2012 - Clásica de Ordizia 2014 - Clásica de Ordizia 2015 - 2.º en el Campeonato de España Contrarreloj 2017 - Klasika Primavera - 1 etapa del Giro de Italia | 2018 - 2.º en el Campeonato de España Contrarreloj - Campeonato de España en Ruta 2019 - Tour La Provence - 3.º en el Campeonato de España Contrarreloj 2020 - Gran Tríptico Lombardo - 3.º en el Campeonato de España Contrarreloj - 2.º en el Campeonato de España en Ruta |

### Ciclocrós
2007-08
- 3.º en el Campeonato de España sub-23 de Ciclocrós

2019-20
- Campeonato de Euskadi de Ciclocrós
- 3.º en el Campeonato de España de Ciclocrós
- Abadiñoko Udala Saria

2021-22
- Abadiñoko Udala Saria

## Resultados en Grandes Vueltas y Campeonato del Mundo
| Carrera              | Carrera              | 2008 | 2009 | 2010 | 2011 | 2012 | 2013 | 2014 | 2015 | 2016 | 2017  | 2018 | 2019 | 2020 | 2021 | 2022 | 2023 | 2024 |
| -------------------- | -------------------- | ---- | ---- | ---- | ---- | ---- | ---- | ---- | ---- | ---- | ----- | ---- | ---- | ---- | ---- | ---- | ---- | ---- |
|                      | Giro de Italia       | —    | —    | —    | —    | —    | —    | 83.º | —    | —    | 28.º  | —    | —    | —    | 19.º | —    | —    | —    |
|                      | Tour de Francia      | —    | —    | —    | 66.º | 39.º | Ab.  | —    | 32.º | Ab.  | —     | 24.º | 42.º | 22.º | —    | Ab.  | 37.º | —    |
|                      | Vuelta a España      | —    | —    | —    | —    | —    | —    | 37.º | —    | —    | —     | 29.º | 53.º | 19.º | 27.º | —    | —    | —    |
| Mundial en Ruta      | Mundial en Ruta      | —    | —    | —    | —    | —    | —    | —    | —    | —    | 107.º | —    | 9.º  | —    | 42.º | —    | —    | —    |
| Mundial Contrarreloj | Mundial Contrarreloj | —    | —    | —    | —    | —    | —    | —    | —    | —    | 27.º  | —    | —    | —    | —    | —    | —    | —    |

—: no participa
Ab.: abandono

## Equipos
- NGC Medical-OTC Industria Porte (2008)[9]
- Contentpolis-AMPO (2009)
- Euskaltel-Euskadi (2010-2012)
- Euskaltel Euskadi (2013)
- Movistar Team (2014-2017)
- Bahrain Merida (2018)
- Astana (2019-2021)
  - Astana Pro Team (2019-2020)
  - Astana-Premier Tech (2021)
- Movistar Team (2022-2023)
- Cofidis (2024)